# Flickornas kombination i alpin skidåkning vid olympiska vinterspelen för ungdomar 2020
Flickornas kombination i alpin skidåkning vid olympiska vinterspelen för ungdomar 2020 hölls på Les Diablerets Alpine Centre, Schweiz, den 10 januari (Super-G) och 11 januari 2020 (slalom). Resultaten från Super G-tävlingen räknades in i resultatet för kombinationstävlingen.

## Resultat
Super G-tävlingen startade den 10 januari klockan 10:15. Slalomtävlingen startade den 11 januari klockan 12:30.
| Pl. | Nr | Namn                        | Nation              | Super G         | Pl.             | Slalom          | Pl.             | Totalt          | Skillnad        |
| --- | -- | --------------------------- | ------------------- | --------------- | --------------- | --------------- | --------------- | --------------- | --------------- |
| 1   | 11 | Amanda Salzgeber            | Österrike           | 56,40           | 4               | 37,34           | 2               | 1.33,74         |                 |
| 2   | 26 | Noa Szollos                 | Israel              | 56,36           | 3               | 38,33           | 10              | 1.34,69         | +0,95           |
| 3   | 28 | Amélie Klopfenstein         | Schweiz             | 56,27           | 1               | 38,58           | 12              | 1.34,85         | +1,11           |
| 4   | 32 | Rebeka Jančová              | Slovakien           | 56,99           | 8               | 37,88           | 6               | 1.34,87         | +1,13           |
| 5   | 22 | Sophie Mathiou              | Italien             | 57,29           | 12              | 37,80           | 5               | 1.35,09         | +1,35           |
| 6   | 17 | Wilma Marklund              | Sverige             | 57,32           | 13              | 37,78           | 4               | 1.35,10         | +1,36           |
| 7   | 13 | Maria Niederndorfer         | Österrike           | 56,97           | 7               | 38,19           | 8               | 1.35,16         | +1,42           |
| 8   | 3  | Katharina Haas              | Tyskland            | 57,91           | 21              | 37,42           | 3               | 1.35,33         | +1,59           |
| 9   | 18 | Rosa Pohjolainen            | Finland             | 58,42           | 24              | 36,92           | 1               | 1.35,34         | +1,60           |
| 10  | 10 | Delia Durrer                | Schweiz             | 57,35           | 14              | 38,25           | 9               | 1.35,60         | +1,86           |
| 11  | 6  | Malin Sofie Sund            | Norge               | 57,51           | 17              | 38,17           | 7               | 1.35,68         | +1,94           |
| 12  | 57 | Emma Resnick                | USA                 | 57,21           | 11              | 39,00           | 14              | 1.36,21         | +2,47           |
| 13  | 1  | Lara Klein                  | Tyskland            | 57,97           | 22              | 38,42           | 11              | 1.36,39         | +2,65           |
| 14  | 14 | Alica Calaba                | Italien             | 56,75           | 6               | 40,10           | 20              | 1.36,85         | +3,11           |
| 15  | 37 | Zoja Grbović                | Serbien             | 57,13           | 10              | 40,09           | 19              | 1.37,22         | +3,48           |
| 16  | 24 | Chiara Pogneaux             | Frankrike           | 58,72           | 27              | 38,64           | 13              | 1.37,36         | +3,62           |
| 17  | 40 | Zita Tóth                   | Ungern              | 57,47           | 16              | 40,47           | 22              | 1.37,94         | +4,20           |
| 18  | 9  | Lina Knifič                 | Slovenien           | 57,85           | 20              | 40,36           | 21              | 1.38,21         | +4,47           |
| 19  | 34 | Christina Bühler            | Liechtenstein       | 58,52           | 25              | 39,81           | 17              | 1.38,33         | +4,59           |
| 20  | 21 | Cathinka Lunder             | Norge               | 57,85           | 19              | 40,89           | 25              | 1.38,74         | +5,00           |
| 21  | 2  | Matilde Schwencke           | Chile               | 58,67           | 26              | 40,47           | 22              | 1.39,14         | +5,40           |
| 22  | 4  | Nika Murovec                | Slovenien           | 59,12           | 29              | 40,83           | 24              | 1.39,95         | +6,21           |
| 23  | 29 | Sophie Foster               | Storbritannien      | 1.00,33         | 33              | 39,98           | 18              | 1.40,31         | +6,57           |
| 24  | 27 | Anja Oplotnik               | Slovenien           | 1.01,19         | 37              | 39,28           | 15              | 1.40,47         | +6,73           |
| 25  | 56 | Anastasia Trofimova         | Ryssland            | 1.01,14         | 36              | 39,70           | 16              | 1.40,84         | +7,10           |
| 26  | 46 | Esperanza Pereyra           | Argentina           | 1.00,85         | 35              | 41,50           | 27              | 1.42,35         | +8,61           |
| 27  | 44 | Sofía Saint Antonin         | Argentina           | 1.01,32         | 38              | 41,55           | 28              | 1.42,87         | +9,13           |
| 28  | 50 | Yuka Wakatsuki              | Japan               | 1.02,38         | 41              | 41,47           | 26              | 1.43,85         | +10,11          |
| 29  | 48 | Diana Andreea Renţea        | Rumänien            | 1.01,88         | 40              | 43,30           | 31              | 1.45,18         | +11,44          |
| 30  | 52 | Mia Nuriah Freudweiler      | Pakistan            | 1.04,98         | 46              | 41,77           | 29              | 1.46,75         | +13,01          |
| 31  | 45 | Kateryna Shepilenko         | Ukraina             | 1.04,14         | 44              | 42,88           | 30              | 1.47,02         | +13,28          |
| 32  | 47 | Abigail Vieira              | Trinidad och Tobago | 1.02,58         | 42              | 44,97           | 32              | 1.47,55         | +13,81          |
| 33  | 5  | Emma Sahlin                 | Sverige             | 57,39           | 15              | Fullföljde inte | Fullföljde inte | Fullföljde inte | Fullföljde inte |
| 33  | 7  | Hanna Aronsson Elfman       | Sverige             | 56,70           | 5               | Fullföljde inte | Fullföljde inte | Fullföljde inte | Fullföljde inte |
| 33  | 19 | Teresa Fritzenwallner       | Österrike           | 57,11           | 9               | Fullföljde inte | Fullföljde inte | Fullföljde inte | Fullföljde inte |
| 33  | 20 | Maisa Kivimäki              | Finland             | 59,55           | 31              | Fullföljde inte | Fullföljde inte | Fullföljde inte | Fullföljde inte |
| 33  | 30 | Daisi Daniels               | Storbritannien      | 57,82           | 18              | Fullföljde inte | Fullföljde inte | Fullföljde inte | Fullföljde inte |
| 33  | 31 | Annette Belfrond            | Italien             | 58,08           | 23              | Fullföljde inte | Fullföljde inte | Fullföljde inte | Fullföljde inte |
| 33  | 36 | Caitlin McFarlane           | Frankrike           | 56,35           | 2               | Fullföljde inte | Fullföljde inte | Fullföljde inte | Fullföljde inte |
| 33  | 38 | Zoe Michael                 | Australien          | 1.03,02         | 43              | Fullföljde inte | Fullföljde inte | Fullföljde inte | Fullföljde inte |
| 33  | 39 | Adalbjörg Lilly Hauksdóttir | Island              | 1.00,51         | 34              | Fullföljde inte | Fullföljde inte | Fullföljde inte | Fullföljde inte |
| 33  | 42 | Jana Suau                   | Spanien             | 59,64           | 32              | Fullföljde inte | Fullföljde inte | Fullföljde inte | Fullföljde inte |
| 33  | 43 | Vanina Guerillot            | Portugal            | 59,10           | 28              | Fullföljde inte | Fullföljde inte | Fullföljde inte | Fullföljde inte |
| 33  | 49 | Gabriela Hopek              | Polen               | 1.05,37         | 47              | Fullföljde inte | Fullföljde inte | Fullföljde inte | Fullföljde inte |
| 33  | 53 | Alexandra Troitskaya        | Kazakstan           | 1.04,42         | 45              | Fullföljde inte | Fullföljde inte | Fullföljde inte | Fullföljde inte |
| 33  | 59 | Maria Nikoleta Kaltsogianni | Grekland            | 1.12,35         | 50              | Fullföljde inte | Fullföljde inte | Fullföljde inte | Fullföljde inte |
| 33  | 60 | Isabella Davis              | Australien          | 1.05,52         | 48              | Fullföljde inte | Fullföljde inte | Fullföljde inte | Fullföljde inte |
| 33  | 61 | Daniela Payen               | Mexiko              | 1.06,17         | 49              | Fullföljde inte | Fullföljde inte | Fullföljde inte | Fullföljde inte |
| 33  | 62 | Lee Hae-un                  | Sydkorea            | 1.01,61         | 39              | Fullföljde inte | Fullföljde inte | Fullföljde inte | Fullföljde inte |
| 33  | 35 | Carla Mijares               | Andorra             | 59,12           | 29              | Diskvalificerad | Diskvalificerad | Diskvalificerad | Diskvalificerad |
| 33  | 8  | Lauren Macuga               | USA                 | Fullföljde inte | Fullföljde inte | Fullföljde inte | Fullföljde inte | Fullföljde inte | Fullföljde inte |
| 33  | 12 | Barbora Nováková            | Tjeckien            | Fullföljde inte | Fullföljde inte | Fullföljde inte | Fullföljde inte | Fullföljde inte | Fullföljde inte |
| 33  | 15 | Alice Marchessault          | Kanada              | Fullföljde inte | Fullföljde inte | Fullföljde inte | Fullföljde inte | Fullföljde inte | Fullföljde inte |
| 33  | 16 | Nicola Rountree-Williams    | USA                 | Fullföljde inte | Fullföljde inte | Fullföljde inte | Fullföljde inte | Fullföljde inte | Fullföljde inte |
| 33  | 23 | Alizée Dahon                | Frankrike           | Fullföljde inte | Fullföljde inte | Fullföljde inte | Fullföljde inte | Fullföljde inte | Fullföljde inte |
| 33  | 33 | Lena Volken                 | Schweiz             | Fullföljde inte | Fullföljde inte | Fullföljde inte | Fullföljde inte | Fullföljde inte | Fullföljde inte |
| 33  | 41 | Kristiane Rør Madsen        | Danmark             | Fullföljde inte | Fullföljde inte | Fullföljde inte | Fullföljde inte | Fullföljde inte | Fullföljde inte |
| 33  | 55 | Sara Madelene Marøy         | Norge               | Fullföljde inte | Fullföljde inte | Fullföljde inte | Fullföljde inte | Fullföljde inte | Fullföljde inte |
| 33  | 58 | Julia Zlatkova              | Bulgarien           | Fullföljde inte | Fullföljde inte | Fullföljde inte | Fullföljde inte | Fullföljde inte | Fullföljde inte |
| 33  | 25 | Sarah Brown                 | Kanada              | Startade inte   | Startade inte   | Startade inte   | Startade inte   | Startade inte   | Startade inte   |
| 33  | 51 | Artemis Hoseyni             | Iran                | Startade inte   | Startade inte   | Startade inte   | Startade inte   | Startade inte   | Startade inte   |
| 33  | 54 | Sarah Escobar               | Ecuador             | Startade inte   | Startade inte   | Startade inte   | Startade inte   | Startade inte   | Startade inte   |